# Ruskhaganatet
Ruskhaganatet tros ha varit en lös statsbildning (eller grupp av stadsstater) vars blomstringsperiod inträffade under en svagt dokumenterad period i Östeuropas historia (i grova drag från det sena 700-talet fram till mitten av 900-talet). Ruskhaganatet föregår därmed såväl Rurikdynastin som Kievriket och skall ha varit beläget i vad som idag är norra Ryssland. Befolkningen i området bestod vid denna tid av slaviska, finsk-ugriska och nordiska folkgrupper, av vilka de dominerande skall ha varit ruserna. Regionen utgjorde också ett basområde för östskandinaviska äventyrare, köpmän och pirater. 

## Beskrivning
Tidpunkten för Ruskhaganatet varierar något mellan källorna. Som längst bestod den från (sent) 700-tal till mitten av 900-talet. Mer specifika och snäva siffror nämner från år 830 till 882 eller 889.

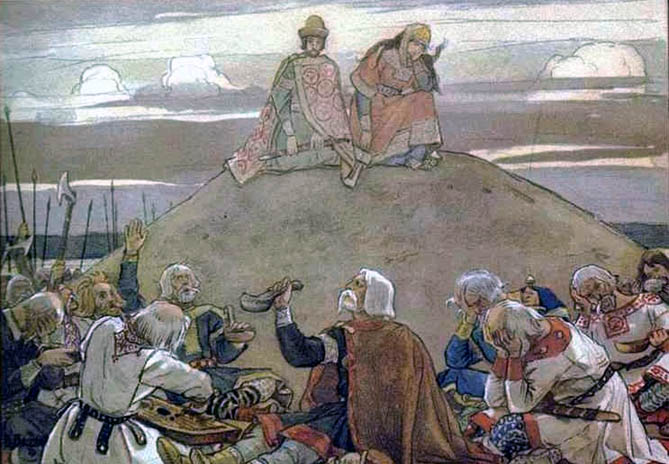
Oleg av Kiev sörjs av sina krigare.

Enligt samtida källor skall områdets befolkningscentra (vilket kan ha inkluderat Holmgård (Novgorod), Aldeigjuborg (Ladoga), Ljubsja, Alaborg, Sarskoje Gorodisjtje och Timerjovo) ha behärskats av en eller flera monarker som använts sig av den gamla turkiska titeln khagan. Ruskhaganatet är den första antydningen om Ruteniens uppkomst och markerar födelsen av en distinkt rutenisk (rusinsk) folkidentitet som senare kom att dominera nya stora statsbildningar som Kievriket, Republiken Novgorod, Storfurstendömet Litauen, Moskovien och som än idag sammanlänkar folken i dagens Ryssland, Ukraina och Vitryssland.
Olika forskare har velat placera Ruskhaganatet på lite olika ställen. Den rysk-amerikanske historikern George Vernadsky placerade till exempel kaganatet i trakterna kring Krim och Azovska sjön, i området runt staden Tmutorokan. Andra historiker avvisar detta och menar att det inte finns några arkeologiska belägg för vare sig någon nordisk eller slavisk bosättning runt Tmutorokan. Hur som helst kom Tmutorokan senare att under 900- och 1000-talen spela en ganska viktig roll som ett "livskraftigt" ruteniskt furstendöme.
Ruskhaganatet kan ses som förspelet till uppkomsten av den första rutenska staten. Det kan vara resultatet av att flera olika stammar slöt sig samman i en federation eller konfederation för att motverka ett yttre hot. Eftersom källorna där Ruskhaganatet omnämns är mycket få och ofta svårtolkade anses dess existens fortfarande vara endast en historisk hypotes.
Riket beräknas på 800-talet ha haft drygt 2 miljoner invånare.